# HAT-P-24b

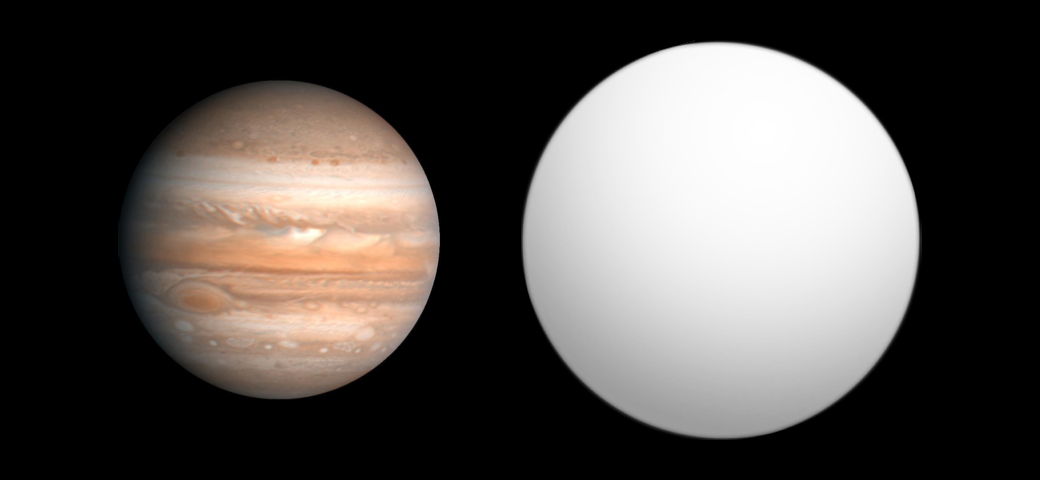
Comparação do exoplaneta HAT-P-24b com o planeta Júpiter.

HAT-P-24b é um planeta extrassolar que orbita a estrela de classe F HAT-P-24, localizada a 396 parsecs (1 290 anos-luz) da Terra na constelação de Gemini. Foi descoberto em 2010 pelo projeto HATNet por meio do método de trânsito. É um Júpiter quente com uma massa de 0,685 massas de Júpiter e um raio de 1,242 raios de Júpiter. Orbita a estrela com um semieixo maior de 0,0465 UA (4,65% da distância entre a Terra e o Sol) e um período de apenas 3,355240 dias.